# Андраник Озанијан
Андраник Торос Озанијан, Зоравар Андраник, (јерменски Անդրանիկ Թորոսի Օզանյան, Զորավար Անդրանիկ) (25. фебруар 1865 — 31. август 1927) је био јерменски генерал, активиста и политичар који се у Јерменији сматра једним од највећих националних хероја.
Рођен је у граду Шебинкарахисару, који се у 19. веку сматрао отоманским делом Јерменије, а данас припада турској провинцији Гиресун. Школовао се за тесара, а у младости се прикључио Јерменском националном покрету те је учествовао у неколико устанака против отоманских власти.
Године 1906. је емигрирао у Европу, те у Женеви издао књигу Војних упутстава за јерменске герилце. За време првог балканског рата се заједно с Гарегином Ндјехом водио јерменску легију при бугарској војсци. У том рату се истакао храброшћу и примио бројна одликовања.
За време Првог светског рата је на страни Руске Империје учествовао у Какваској кампањи. Тада је забележио бројне победе, а након Руске револуције и формирања Демократске републике Јерменије је учествовао у кампањи чији је циљ био осигурати Карабах.
Због политичких сукоба унутар ДРЈ, Озанијан је 1919. напустио Јерменију и отишао у изгнанство у Фрезно (Калифорнија). Тамо је остао до смрти. Његову жељу да се покопа у Јерменији нису хтеле испунити совјетске власти, те је уместо тога покопан на париском гробљу 1928. године. Године 1999. свечано је покопан на јереванском војном гробљу Ераблур.